# Thérèse Meyer-Kaelin
Thérèse Meyer-Kaelin, née le 17 mai 1948 à Châtel-Saint-Denis (originaire de Cerniat et Fribourg), est une personnalité politique suisse, membre du Parti démocrate-chrétien.
Elle est membre du Conseil national d'avril 1999 à décembre 2011 et le préside en 2005.

## Biographie
Thérèse Meyer-Kaelin naît Thérèse Kaelin le 17 mai 1948 à Châtel-Saint-Denis, dans le canton de Fribourg. Elle est originaire de deux autres communes du même canton : Cerniat, par mariage, et Fribourg.
Son père, Henri Kaelin, est notaire à Bulle ; sa mère, originaire de Lugano, se prénomme Augusta. Son oncle paternel est l'abbé Pierre Kaelin. Son grand-père paternel, Joseph Kaelin, préside le Grand Conseil du canton de Fribourg à trois reprises. Elle est la deuxième d'une fratrie de cinq enfants.
Elle grandit à Bulle et y suit sa scolarité, à l'ancien Institut Sainte-Croix.
Elle a une formation de laborantin.
Elle est mariée depuis 1970 à Claude Meyer, chirurgien de profession, et mère de trois enfants.

## Parcours politique
Elle fait partie du Conseil général (législatif) d'Estavayer-le-Lac d'avril 1980 à avril 1982, puis de son Conseil communal (exécutif) jusqu'en mars 1999. Elle y est chargée des affaires sociales, du tourisme et de la culture[réf. nécessaire]. Elle est ensuite syndique de 1991 à 1999.
En parallèle, elle est députée au parlement fribourgeois de décembre 1996 à décembre 1999,. Elle préside l'Association des Communes entre 1997 et 1999.[réf. nécessaire]
Elle accède au Conseil national le 20 avril 1999, à la suite de l'élection de Joseph Deiss au Conseil fédéral. Elle y est membre de la Commission de la sécurité sociale et de la santé publique (CSSS), qu'elle préside de fin 2009 à fin 2011, et de la Commission des institutions politiques (CIP) à partir de 2003. Elle fait également partie de la Commission spéciale sur la nouvelle péréquation financière[réf. souhaitée].
Après la démission de Jean-Philippe Maitre pour raison de santé, elle devient présidente du Conseil national le 8 mars 2005. 

## Autres engagements
Elle est en outre vice-présidente du Conseil de l’Université de Fribourg, travaille pour la Commission cantonale des sports du canton de Fribourg, Commission de l’ECDD (École cantonale de degré diplôme) et les Associations cantonales travaillant dans le domaine de la prévention contre les toxicomanies. Elle collabore à plusieurs associations suisses pour les handicapés mentaux et malades d'Alzheimer. Elle a créé une fondation pour la recherche sur le cancer.